# Park Chan-wook
Park Chan-wook (* 23. August 1963 in Seoul, Südkorea) ist ein südkoreanischer Filmregisseur, Drehbuchautor und Filmproduzent.

## Leben
Park Chan-wook ist in Seoul groß geworden und studierte Philosophie an der Sogang University, wo er einen Filmclub, die „Sogang Film Community“, gründete und einige Artikel über zeitgenössisches Kino veröffentlichte. Seinen ursprünglichen Plan, Filmkritiker zu werden, gab er auf, als er Vertigo von Alfred Hitchcock sah und daraufhin beschloss, selbst Filme zu machen.
Parks erster Film The Moon is… The Sun’s Dream aus dem Jahre 1992 und sein zweiter Spielfilm Trio, den er fünf Jahre später drehte, waren kommerzielle Misserfolge. Erst mit Joint Security Area schaffte er 2000 den Durchbruch. Der Film zog in Südkorea sechs Millionen Zuschauer in die Kinos und stellte damit eine neue Bestmarke auf, die zuvor von Shiri gehalten wurde. Im Jahr darauf wurde er aber bereits von Friend abgelöst. Joint Security Area behandelt ein heikles Thema in Südkorea, die Teilung des Landes.
In Europa und Amerika blieb Park jedoch bis zu seinem Film Oldboy (2003) ein Geheimtipp. Das für westliche Verhältnisse überaus brutale Rachedrama Oldboy wurde auf den Filmfestspielen von Cannes mit dem Großen Preis der Jury ausgezeichnet. Zugleich ist es der zweite Teil einer Rachetrilogie, deren Anfang Sympathy for Mr. Vengeance (2002) machte. Der dritte Teil, Lady Vengeance, folgte 2005. Vier Jahre später erhielt Park für die Vampirgeschichte Durst eine Einladung in den Wettbewerb der 62. Internationalen Filmfestspiele von Cannes und gewann den Preis der Jury ex aequo mit Andrea Arnold für ihren Film Fish Tank.
Park gab in einem Interview im Jahre 2004 unter anderem Sophokles, Shakespeare, Kafka, Dostojewski, Balzac und Kurt Vonnegut als Einflüsse auf seine Karriere an.
Seine filmischen Vorbilder sind Robert Aldrich, Ingmar Bergman, Sam Fuller, Roman Polanski, Kim Ki-young sowie Alfred Hitchcock. Der Film The Housemaid (1960) von Kim Ki-young habe ihn „mehr beeinflusst als alles andere“.
Quentin Tarantino ist ein erklärter Fan des Filmemachers. Im Jahr 2004 versuchte er als Präsident der Jury der Filmfestspiele von Cannes, selbige davon zu überzeugen, die goldene Palme an Oldboy zu vergeben. Dies gelang ihm jedoch nicht, die Auszeichnung ging an Fahrenheit 9/11 von Michael Moore. Oldboy erhielt den Großen Preis der Jury.
2011 drehte Park mit seinem Bruder Chan-kyong den Film Night Fishing (Paranmanjang; Nachtangeln). Dieser soll der erste Kinofilm sein, der komplett mit dem iPhone 4 gedreht wurde. Der Film, an dem 80 Mitarbeiter mitwirkten, wurde innerhalb von zehn Tagen gedreht und die Produktion kostete 102.000 Euro. Auf der Berlinale 2011 erhielt der Film den Goldenen Bären für den besten Kurzfilm. 2013 führte Park Regie beim Musikvideo „V“ der Sängerin Lee Jung-hyun, die die Hauptrolle in Night Fishing spielte. Im April 2012 gab Park bekannt, die Regie für das US-Remake des französischen Krimidramas Die Axt von Costa-Gavras zu übernehmen.
2016 erhielt er für Die Taschendiebin (Originaltitel: Agassi, englischer Festivaltitel: The Handmaiden) seine dritte Einladung in den Wettbewerb der 66. Internationalen Filmfestspiele von Cannes. Der Film spielt im Korea der 1930er Jahre, ist ein „elegantes Verwirr- und Vexierspiel“ und zugleich ein Thriller, den die Kritiker sehr heraushoben aus dem Mainstream.
Genau wie sein Regiekollege Bong Joon-ho ist Park Chan-wook Mitglied der Minju-nodong-Partei (민주노동당, Demokratische Arbeiterpartei), einer kleinen sozialdemokratischen Partei in Südkorea. 2002 trat er sogar in der Präsidentschaftskampagne der Partei im Fernsehen in Erscheinung.
2017 wurde er in die Wettbewerbsjury der 70. Filmfestspiele von Cannes berufen.
2018 inszenierte er die 6-teilige Miniserie The Little Drummer Girl nach dem Roman Die Libelle von John le Carré. Die Hauptrollen spielen Florence Pugh, Alexander Skarsgård und Michael Shannon. Die Serie entstand im Auftrag des amerikanischen Fernsehsenders AMC und der britischen BBC, die gemeinsam mit der Produktionsfirma The Ink Factory zuvor bereits The Night Manager, die Verfilmung von le Carrés Der Nachtmanager, realisiert hatten. Am 8. Oktober 2018 wurde der erste Trailer veröffentlicht. Die Premiere fand am 14. Oktober 2018 auf dem London Film Festival statt. Die BBC startete die Ausstrahlung der Serie am 28. Oktober 2018.
Im Jahr 2022 wurde er für Die Frau im Nebel zum vierten Mal in den Wettbewerb des Filmfestivals von Cannes eingeladen und dort mit dem Regiepreis geehrt. Drei Jahre später wurde ihm für die Kriminalverfilmung No Other Choice (2025) eine weitere Einladung in den Hauptwettbewerb von Venedig zuteil.

## Filmografie

### Regisseur
- 1992: The Moon Is… The Sun’s Dream
- 1997: Trio
- 1999: Judgement (Simpan, Kurzfilm)
- 2000: Joint Security Area
- 2002: Sympathy for Mr. Vengeance
- 2003: If you were me (Segment Never Ending Peace And Love)
- 2003: Oldboy
- 2004: Three… Extremes (Segment Cut)
- 2005: Lady Vengeance
- 2006: I’m a Cyborg, But That’s OK
- 2009: Durst (Bak-Jwi / Thirst)
- 2011: Nachtangeln (Paranmanjang / Night Fishing, Kurzfilm)
- 2013: Stoker
- 2014: A Rose Reborn (Kurzfilm)
- 2016: Die Taschendiebin (아가씨 Agassi / The Handmaiden)
- 2018: Die Libelle (The Little Drummer Girl, Miniserie, 6 Folgen)
- 2022: Die Frau im Nebel (헤어질 결심 Heeojil gyeolsim / Decision to Leave)
- 2024: The Sympathizer (Miniserie)

### Autor
- 1992: The Moon is… The Sun’s Dream
- 1997: Trio
- 1999: Judgement (Simpan, Kurzfilm)
- 2000: Anarchists
- 2000: Joint Security Area
- 2001: The Humanist
- 2002: Sympathy for Mr. Vengeance
- 2002: A bizarre Love Triangle
- 2003: If you were me (Segment Never Ending Peace And Love)
- 2003: Oldboy
- 2004: Three… Extremes (Segment Cut)
- 2005: Lady Vengeance
- 2005: Boy goes to Heaven
- 2006: I’m a Cyborg, But That’s OK
- 2008: Crush and Blush
- 2009: Durst (Bak-Jwi / Thirst)
- 2011: Nachtangeln (Night Fishing, Kurzfilm)
- 2014: A Rose Reborn
- 2016: Die Taschendiebin (아가씨 Agassi / The Handmaiden)
- 2016: The Truth Beneath
- 2022: Die Frau im Nebel (헤어질 결심 Heeojil gyeolsim / Decision to Leave)

### Produzent
- 1999: Judgement (Simpan, Kurzfilm)
- 2006: I’m a Cyborg, But That’s OK
- 2008: Crush and Blush
- 2009: Durst (Bak-Jwi / Thirst)
- 2011: Nachtangeln (Night Fishing, Kurzfilm)
- 2013: Snowpiercer
- 2016: Die Taschendiebin (아가씨 Agassi / The Handmaiden)
- 2018: The Little Drummer Girl (Miniserie, 6 Folgen, Executive Producer)
- 2022: Die Frau im Nebel (헤어질 결심 Heeojil gyeolsim / Decision to Leave)

## Auszeichnungen
2001
- Deauville Asian Film Festival, France
  - Lotus Award for Best Film, für Joint Security Area

- Seattle International Film Festival
  - New Director’s Showcase Special Jury Prize, für Joint Security Area

2002
- Blue Ribbon Awards, Japan
  - Blue Ribbon Award für den besten fremdsprachigen Film, für Joint Security Area

- Seattle International Film Festival
  - Emerging Masters Showcase Award

2003
- Fantasia Festival
  - Best Asian Film, für Sympathy for Mr. Vengeance

- Philadelphia Film Festival
  - Jury Award for Best Feature Film, for Sympathy for Mr. Vengeance

2004
- Filmfestspiele von Cannes
  - Großer Preis der Jury, für Oldboy

- Asia Pacific Film Festival
  - Best Director, für Oldboy

- Bergen International Film Festival
  - Audience Award, für Oldboy

- Daejong Filmpreis, Südkorea
  - Daejong Filmpreis Beste Regie, für Oldboy

- Sitges – Catalonian International Film Festival
  - Best Film, für Oldboy

- Stockholm International Film Festival
  - Audience Award, für Oldboy

2005
- Bangkok International Film Festival
  - Golden Kinnaree Award für den besten Regisseur, für Oldboy

- Venice Film Festival
  - CinemAvvenire Award, für Sympathy for Lady Vengeance

2006
- Bangkok International Film Festival
  - Golden Kinnaree Award für den besten Regisseur, für Sympathy for Lady Vengeance

- Fantasporto, Portugal
  - Orient Express Section Grand Prize für den besten Film, für Sympathy for Lady Vengeance

- Sarasota Film Festival
  - Audience Award for Best in World Cinema, für Sympathy for Lady Vengeance

2007
- Berlin International Film Festival
  - Alfred Bauer Award, für I’m a Cyborg, But That’s OK

- Montréal Festival of New Cinema
  - Z Tele Grand Prize Feature Film Award, für I’m a Cyborg, But That’s OK

- Sitges Catalonian International Film Festival, Spain
  - Bestes Drehbuch, für I’m a Cyborg, But That’s OK

2008
- Fantasporto, Portugal
  - International Fantasy Film Award – Special Mention, für I’m a Cyborg, But That’s OK

2009
- Cannes Film Festival
  - Preis der Jury, für Durst

2011
- Berlin International Film Festival / Berlinale Shorts
  - Goldener Bär für Night Fishing (Paranmanjang; Nachtangeln)

2022
- Cannes Film Festival
  - Beste Regie, für Die Frau im Nebel

## Besetzung
Ein besonderes Merkmal seiner Filme ist, dass er regelmäßig mit denselben Schauspielern zusammenarbeitet. Dazu gehören unter anderem:
- Song Kang-ho (Joint Security Area, Sympathy for Mr. Vengeance, Sympathy for Lady Vengeance, Durst)
- Shin Ha-kyun (Joint Security Area, Sympathy for Mr. Vengeance, Sympathy for Lady Vengeance, Durst)
- Choi Min-sik (Oldboy, Sympathy for Lady Vengeance)
- Lee Young-ae (Joint Security Area, Sympathy for Lady Vengeance)
- Kang Hye-jeong (Oldboy, Three… Extremes, Sympathy for Lady Vengeance)

Des Weiteren teilen sich die Filme von Park Chan-Wook und die seines Kollegen und engen Freundes Kim Jee-woon oftmals die Darsteller:
- Lee Byung-hun (Joint Security Area, Three… Extremes), Oh Kwang-rok und Oh Dal-su (Oldboy, Sympathy for Lady Vengeance, I’m a Cyborg, But That’s OK, Thirst) spielen in Kims A Bittersweet Life mit.
- Yeom Jeong-a spielt die Stiefmutter in A Tale of Two Sisters von Kim sowie die Vampirschauspielerin in Parks Segment von Three… Extremes.
- Lim Su-jeong spielt die Hauptrolle in I’m a Cyborg, But That’s OK, sowie eine der Hauptrollen in A Tale of Two Sisters.